# Pere Miquel Carbonell
Pere Miquel Carbonell i de Solsona (Barcelona, 8 de febrero de 1434 - 2 de abril de 1517) fue un historiador, notario, humanista y poeta catalán.

## Biografía
En 1458 fue nombrado notario público por el rey Alfonso V de Aragón, cargo que fue ratificado por Juan II de Aragón. Este último monarca le nombró en 1476 archivero y escriba real.
Fue un entusiasta de los cambios que se produjeron en la cultura a partir de mediados del siglo XV lo que le llevó a rechazar en parte la anterior tradición cultural. Era un gran aficionado a las letras clásicas y consiguió reunir una destacada biblioteca. Era también un destacado calígrafo. Escribió diversas coplas en catalán así como una adaptación del francés de una Danza de la muerte con poco calidad.
Su primera obra historiográfica es una recopilación, escrita en catalán, de los detalles de la enfermedad, muerte y entierro del rey Juan II que escribió por encargo de Fernando II de Aragón. Eligió el latín para redactar una serie de quince biografías de eruditos, De viris illustribus catalanis suae tempestatis. Su obra más extensa es Chròniques de Espanya que empezó a redactar en 1495. Está basada en documentación del archivo real y fue concebida con un criterio literario.
En 1496, y también por encargo del rey Fernando II, escribió una genealogía de los condes catalanes. Su obra Liber descriptionis reconciliatonisque purgationis et condemnationis haereticorum (1516), resumen de los procesos realizados por la Inquisición en Barcelona, se ha convertido en una de las principales fuentes para el estudio de los judaizantes. Es remarcable también el epistolario que mantuvo con diversos humanistas italianos y con escritores contemporáneos y que fue recopilado y editado en 1864 por Manuel de Bofarull, archivero de la Corona de Aragón.
La Biblioteca de Reserva de la Universidad de Barcelona conserva más de una decena de obras que formaron parte de la biblioteca personal de Carbonell, y varios ejemplos de las marcas de propiedad que identificaron sus libros a lo largo de su vida.

## Obras
- Obra brocada de la gloriosa Magdalena parlant de penitentia (1454)
- Diuae Mariae Magdalenae oratio (1454)
- Correspondencia con Joan Vilar (1475)
- Correspondencia con Jeroni Pau (1475 y ss)
- Correspondencia con Guillem Fuster (1475)
- Correspondencia con Lorenzo Lippio (1476)
- De uiris illustribus catalanis (1476)
- Suoer facto expulsionis hereticorum iuderumque... nec non recuperatione Comitatum Ruscionis et Cerritaniae (1493)
- Epustula de consolatione pestilentiae (1494)
- Genealogia dels comtes-reis (1496)
- Dansa de la mort (1497)
- Chròniques de Espanya (1513)
- Liber descriptionis reconciliatonisque purgationis et condemnationis haereticorum (1516)
- De exequiis sepultura et infirmitate Regis Ioannis Secundi (1517)
- Episcoporum Barcinonensium... ordo et numerus
- De la conservatió e duratió de la ciutat de Barcelona
- Poemes catalans